# Regierungsblatt für Mecklenburg-Schwerin
Das Regierungsblatt für Mecklenburg-Schwerin war das Amtsblatt des Großherzogtums Mecklenburg-Schwerin und des Freistaats Mecklenburg-Schwerin.

## Inhalt und Ausgaben
Das Regierungsblatt für Mecklenburg-Schwerin diente unter anderem der Bekanntmachung von Rechtsnormen im Großherzogtum und dann im Freistaat Mecklenburg-Schwerin. Die Erstausgabe erfolgte 1850, die letzte 1933, kurz vor der nationalsozialistischen Zusammenlegung zum Freistaat Mecklenburg. Das Amtsblatt firmierte auch unter Regierungsblatt für das Großherzogtum Mecklenburg-Schwerin und Regirungeblatt für das Großherzogtum Mecklenburg Schwerin.